# NGC 6665
NGC 6665 là một thiên hà hình xoắn ốc trong chòm sao Thiên Cầm, nó được Édouard Stephan phát hiện lần đầu vào năm 1871.

## Tham Khảo
1. 1 2 3 4 5  https://cseligman.com/text/atlas/ngc66a.htm#6666